# Стьернфельдт Джамме, Катрин
Сара Катрин Стьернфельдт Джамме (урождённая Стьернфельдт, швед. Sara Katrin Stjernfeldt Jammeh; род. 9 мая 1974, Мальмё) — шведский политический деятель. Член Социал-демократической рабочей партии Швеции. Мэр Мальмё, третьего по величине города Швеции с 1 июля 2013 года, первая женщина на этой должности.

## Биография
Родилась 9 мая 1974 года в Мальмё. Выросла в зажиточной семье в самом южном городе Швеции — Треллеборге.
Изучала политологию в Шеффилдском и Лундском университете. Во время учёбы в Лундском университете вступила в Социал-демократическую рабочую партию Швеции.
Работала ведущим автором в газете Arbetet и политическим секретарём.
5 мая 2008 года избрана городским советом Мальмё новым депутатом, сменила Биргитту Нильссон (Birgitta Nilsson), которая покинула совет. Отвечала за городские школы, безопасность и социальное обеспечение. В феврале 2013 года мэр Мальмё Ильмар Реепалу объявил, что уйдет с поста мэра 1 июля 2013 года, чтобы дать своему преемнику время утвердиться перед следующими выборами. Катрин Стьернфельдт Джамме сменила его в этой роли 1 июля 2013 года, став первой женщиной, занявшей этот пост.

## Личная жизнь
Замужем, имеет двух детей. Супруг — родом из Гамбии. Её семья смешанной расы стала объектом многочисленных оскорблений в Интернете:
Даже на влиятельных женщин, которые вышли замуж за мужчину не из Европы, обрушивается целая куча ненависти и грязи. Расизм сводит меня с ума. Это ужасно.